# 鳴物
鳴物（なりもの）とは、一般的には打楽器を中心とした楽器一般を指すが、実態としてはその言葉を用いる主体によって意味が異なる。

## 概要
寺社や支配階層においては、法会・祭礼・その他儀式に用いられる鐘や太鼓、その他楽器一般を指して用いられ、貴人の死去の際に出された「鳴物停止」はこうした楽器類の使用の禁止を意味している｡
歌舞伎においては、三味線以外の楽器を指し、鼓・太鼓などの打楽器を中心に竹笛・能管などの管楽器および一部の弦楽器を含む。唄・三味線とともに音楽的な演出効果の中心を占め、3つをまとめて「囃子」と称する。
寄席においては、三味線を含めた音楽的な演出効果のために用いられる楽器一般を指す。
一揆などで合図を行うために用いられる「鳴物」を指す場合には、音を発する楽器以外の道具類を含む場合もあり、農村部では獣害などを防止するために威嚇音を出すために出す鉄砲、都市部では日常生活に用いる拍子木や金盥も「鳴物」として用いられていた。